# Réussir ou mourir
Pour plus de détails, voir Fiche technique et Distribution.
Réussir ou mourir (Get Rich or Die Tryin') est un film américain réalisé par Jim Sheridan et sorti en 2005. Il s'agit d'un film biographique s'inspirant de la vie de 50 Cent, à l'instar de 8 Mile avec Eminem, sorti trois ans plus tôt.

## Synopsis
Marcus est un garçon calme qui adore sa mère Katrina, et les deux vivent une vie relativement confortable grâce à ses revenus de trafic de drogue. Après que Marcus ait écrit une chanson pour son amour Charlene, son beau-père l'envoie vivre avec ses grands-parents. Pendant ce temps, la mère de Marcus est assassinée et Marcus doit vivre avec ses grands-parents à plein temps. Marcus se tourne vers la vente de drogue pour acheter de nouvelles chaussures. Il abandonne finalement le lycée pour vendre de la drogue au caïd local, Levar, et à son subalterne, Majestic.
Des années plus tard, Marcus retrouve Charlene et les deux deviennent intimes. Un de ses amis proches, Antwan, est abattu et paralysé dans un club par un colombien nommé Raul. En représailles, Marcus attaque Raul, mais s'arrête avant de l'assassiner et tire à la place Raul dans les jambes plusieurs fois en guise de récompense pour Antwan. Lorsque Raul refuse d'identifier Marcus comme le tireur dans une file d'attente de la police, il est autorisé à se libérer. Cependant, les flics font une descente chez lui après une dénonciation anonyme et trouvent une arme à feu et de la drogue. Marcus est envoyé en prison, où il se lie d'amitié avec un autre détenu nommé Bama. Pendant ce temps, Majestic tente de prendre le contrôle du trafic de drogue local. Il prépare Levar à aller en prison, puis encadre le commandant en second de Levar, Odell. Après avoir publiquement torturé et assassiné Odell, Majestic prend ensuite le contrôle de l'empire de Levar en tant que nouveau pivot.
Après les encouragements de Bama, Marcus quitte le commerce de la drogue pour poursuivre et réaliser son rêve de toujours d'être un rappeur, se faisant appeler Young Caesar, avec Bama comme manager et producteur. Après que Marcus soit sorti de prison, Majestic l'invite à devenir son partenaire, mais Marcus lui fait part de ses aspirations à devenir rappeur, ce dont Majestic se moque. Marcus part avec Bama et emmène Justice avec lui.
Justice et Bama ont d'abord un choc de personnalités, mais Marcus les calme après un arrêt en bordure de route. Peu convaincu du rêve de Marcus, Justice informe Majestic de ses activités. Alors que Marcus poursuit plus sérieusement la musique, Majestic utilise les menaces et son pouvoir pour essayer d'arrêter son succès. Marcus riposte en narguant Majestic dans ses chansons, et Majestic cible Marcus à mort.
Malgré l'insistance de Marcus à éviter le crime, Bama le convainc de commettre un dernier vol dans une maison sécurisée colombienne. Après que Marcus et son équipage aient terminé le vol, Marcus est abattu devant son domicile par Justice, mais est sauvé par ses grands-parents. Après avoir été hospitalisé, il traverse une période de dégoût de soi et de pitié avant de réévaluer sa vie et de donner la priorité à sa famille. Après une longue et douloureuse convalescence, il enregistre à nouveau de la musique.
Irrité par l'échec de Justice à tuer Marcus, Majestic tue Justice. Marcus rencontre Levar en prison, qui révèle avec remords qu'il est le père biologique de Marcus et regrette de ne pas être là pour lui et sa mère pour les protéger.
Au début du concert de Marcus, Majestic se présente avec ses gars et tente d'intimider Marcus alors qu'il monte sur scène. Majestic révèle qu'il a tué la mère de Marcus des années plus tôt pour avoir rejeté ses affections. Marcus attaque Majestic avec rage mais avant qu'il ne puisse tuer Majestic, Bama le persuade de commencer le spectacle, l'exhortant à penser à sa famille. Alors que Marcus commence à sortir sur scène, Majestic essaie de le poignarder, mais Bama tire sur Majestic. Majestic supplie Marcus de le tuer, mais Marcus refuse. Alors qu'il se dirige vers la foule, Bama tire à nouveau sur Majestic, le tuant. Marcus monte sur scène, enlève son gilet pare-balles et interprète "Hustler's Ambition".

## Fiche technique
- Titre français : Réussir ou mourir
- Titre original : Get Rich or Die Tryin'
- Titre de travail : Locked and Loaded
- Réalisation : Jim Sheridan
- Scénario : Terence Winter
- Musique : Gavin Friday, Quincy Jones et Maurice Seezer
- Photographie : David Perrault et Declan Quinn
- Montage : Roger Barton et Conrad Buff IV
- Décors : Mark Geraghty
- Costumes : Francine Jamison-Tanchuck
- Production : Jimmy Iovine, Chris Lighty, Heather Perry, Paul Rosenberg, Jim Sheridan, David Gale et Van Toffler
- Sociétés de production : Paramount Pictures et MTV Films
- Pays de production :  États-Unis
- Budget : 40 millions de dollars
- Langue originale : anglais
- Format : Couleurs - 2,35:1 - DTS / Dolby Digital - 35 mm
- Genre : drame
- Durée : 118 minutes
- Dates de sortie :
  - États-Unis : 9 novembre 2005
  - France, Belgique : 22 février 2006
  - Suisse : 15 mars 2006
- Film interdit aux moins de 12 ans lors de sa sortie en France

## Distribution
- Curtis "50 Cent" Jackson (VF : Raphaël Cohen) : Marcus Greer
- Adewale Akinnuoye-Agbaje (VF : Frantz Confiac) : Majestic (inspiré de Kenneth Mc Griff[2])
- Joy Bryant (VF : Ingrid Donnadieu) : Charlene
- Omar Benson Miller (VF : Philippe Bozo) : Keryl
- Tory Kittles (VF : Donald Reignoux) : Justice
- Terrence Howard (VF : Lucien Jean-Baptiste) : Bama
- Ashley Walters : Antwan
- Bill Duke : Levar
- Marc John Jefferies : Marcus enfant
- Viola Davis (VF : Odile Schmitt) : la grand-mère
- Sullivan Walker (VF : Patrick Béthune) : le grand-père
- Serena Reeder : Katrina
- Mylkieti Williamson (VF : Julien Kramer) :  Le beau père de Charlene
- Mpho Koaho : Junebug
- Russell Hornsby (VF : Christophe Peyroux) : Odell
- Joseph Pierre : oncle Deuce
- Charles Anthony Burks (VF : Emmanuel Garijo) : le vendeur de voiture
- Leon Robinson : Slim (Rick James)
- Mykelti Williamson Père de Charlene

## Production
Samuel L. Jackson s'était vu offrir le rôle de Levar, mais déclina la proposition.
Le tournage a débuté le 11 avril 2005 et s'est déroulé en Irlande (notamment dans les studios Ardmore), New York, Toronto et Wasaga Beach.

## Bande originale
Music from and inspired by Get Rich Or Die Tryin' the motion picture est l'album de la bande originale du film, paru en 2005.
| No  | Titre                               | Auteur      | Featuring                                | Durée |
| --- | ----------------------------------- | ----------- | ---------------------------------------- | ----- |
| 1.  | Hustler's Ambition                  | 50 Cent     |                                          |       |
| 2.  | What If                             | 50 Cent     |                                          |       |
| 3.  | Things Change                       | Spider Loc  | 50 Cent et Lloyd Banks                   |       |
| 4.  | You Already Know                    | Lloyd Banks | 50 Cent et Young Buck                    |       |
| 5.  | When Death Becomes You              | M.O.P.      | 50 Cent                                  |       |
| 6.  | Have A Party                        | Mobb Deep   | 50 Cent et Nate Dogg                     |       |
| 7.  | We Both Think Alike                 | 50 Cent     | Olivia                                   |       |
| 8.  | Don't Need No Help                  | Young Buck  |                                          |       |
| 9.  | Get Low                             | Lloyd Banks |                                          |       |
| 10. | Fake Love                           | Tony Yayo   |                                          |       |
| 11. | Window Shopper                      | 50 Cent     |                                          |       |
| 12. | Born Alone, Die Alone               | Lloyd Banks |                                          |       |
| 13. | You A Shooter                       | Mobb Deep   | 50 Cent                                  |       |
| 14. | I Don't Know Officer                | 50 Cent     | Lloyd Banks, Prodigy, Spider Loc et Ma$e |       |
| 15. | Talk About Me                       | 50 Cent     |                                          |       |
| 16. | When It Rains It Pours              | 50 Cent     |                                          |       |
| 17. | Best Friends (Bonus Track)          | 50 Cent     |                                          |       |
| 18. | I'll Whip Ya Head Boy (Bonus Track) | 50 Cent     | Young Buck                               |       |

### Clips
1. Hustler's Ambition - 50 Cent
2. Window Shopper - 50 Cent
3. Have A Party - Mobb Deep, featuring 50 Cent & Nate Dogg

## Accueil
Le film a reçu peu de critiques favorables, en effet il obtient un score de 16 % sur Rotten Tomatoes en se basant sur 117 critiques, et 4,2 sur 10 à Internet Movie Database. Radio Times a critiqué le film. En mars 2006, le film était classé 97e dans le top 100 de l'Internet Movie Database des plus mauvais films de l'histoire du cinéma.
Cependant, Jonathan Ross a donné une critique favorable pour le film. Roger Ebert a aussi apprécié le film, en lui donnant 3 étoiles sur 4.
Le film a récolté 12 020 807 $ en son premier week-end, et un total de 46 442 528 $ dans le monde entier.

## Distinctions
- Nomination au prix de la meilleure chanson (Curtis Jackson, Brian Hughes et Frankie Beverly, pour Hustler's Ambition), lors des Satellite Awards 2005.